# 逃出黑社會的日子
《逃出黑社會的日子》（英語：A Fatal Jump）是一部由盧芬、關永田執導，文雋編劇。劉兆銘、王霄、林保怡、李樂詩主演的電影，本片在1993年拍攝成錄影帶，並在1994年在影碟店發售。

## 故事簡介
黑幫小混混王少傑（林保怡飾演）為江湖猛人江叔（劉兆銘飾演）頂罪而入獄十年，本來他可以在明天出獄，但卻錯手殺死挑逗他的一名犯人，獄警見狀，把傑帶進了拘留室，並跟他說要去江叔身邊做臥底，否則加刑期，傑為了和青梅竹馬阿玲（李樂詩飾演）見面而答應了。另一天，傑的青梅竹馬之一的阿龍（王霄飾演）接出監獄，並帶他去江叔的地方裏洗塵，不久，傑去了阿龍和阿玲的酒吧和她見面，兩人經多年後見面，感動不已。江叔身邊有個乾兒子Tommy（張振華飾演），他行事心狠手辣。有一次，Tommy無意中發現了傑的臥底身份，他一向也看傑不順眼，並打算趁這個機會把傑和龍殺死。Tommy先爆出龍江叔的貨，江叔得知後，給了兩人一把槍，叫兩人看誰殺了對方。誰知，江叔在龍的槍裏陶出了子彈，令其中槍死亡。傑得知後，單人去了江叔的地方報仇，他先把江叔的手下殺死，再把Tommy槍殺，但身中多槍的傑，已經傷重得很嚴重了，江叔見狀後，拿起槍准備殺死傑時，傑犧牲自己，把槍擺進自己的心裏，把江叔按在後面，並對著自己的心開槍，雖然，江叔死了，但傑也因此重傷身亡，片終。

## 演出
| 演员   | 角色   | 粵語配音 | 备注 |
| 劉兆銘 | 江叔   | 曾秉輝   | 本片終極大反派 看似好人，實為老謀深算，並把阿龍及王少傑置於死地 Tommy之乾爹 最後被王少傑槍殺                                          |
| 王霄   | 阿龍   | 譚漢華   | 龍哥 阿玲之兄 王少傑之青梅竹馬好友 江叔之手下，被其陷害 最後被江叔陷害，並被Tommy槍殺                                                 |
| 林保怡 | 王少傑 | 陳廷軒   | 阿傑 阿龍之青梅竹馬好友 阿玲青梅竹馬好友，並與其相愛 之江叔之手下，被其陷害 最後得知阿龍及阿玲被Tommy殺死後殺死其，並犧牲自己槍殺江叔 |
| 李樂詩 | 阿玲   |          | 王少傑之青梅竹馬好友，並與其相愛 阿龍之妹 最後被Tommy殺死                                                                             |
| 張振華 | 湯米   |          | 本片大反派 發誓阿龍及王少傑置於死地 江叔之乾子 殺死阿玲 最後被王少傑槍殺                                                              |
| 馬兆猛 | 獄警   | 譚漢華   | 監獄獄警 吩咐王少傑要到江叔身邊做臥底                                                                                                 |

## 外部連結
- 香港影庫上《逃出黑社會的日子》的資料（繁體中文）
- 豆瓣电影上《逃出黑社會的日子》的資料 （简体中文）